# Acantholimon doganii
Acantholimon doganii är en triftväxtart som beskrevs av Bagci, Dogu och Akaydin. Acantholimon doganii ingår i släktet Acantholimon och familjen triftväxter. Inga underarter finns listade i Catalogue of Life.